# Janusz Ślązak
Janusz Lubomir Ślązak, né le 20 mars 1907 à Varsovie et décédé le 24 février 1985 à Varsovie, était un rameur polonais, médaillé olympique, en deux, quatre et huit barré.

## Biographie
Il était affilié au AZS Varsovie, puis au WTW de Varsovie.
Il a participé trois fois aux Jeux olympiques d'été.
À Amsterdam, en 1928, il a participé au huit barré.
En 1932, il a mené la délégation polonaise lors de la cérémonie d'ouverture des Jeux olympiques d'été à Los Angeles, et a remporté l'argent dans le deux barré (avec Jerzy Braun et George Skolimowskim et le bronze en quatre barré (avec Jerzy Braun, Edward Kobylińskim, Stanislaw urbaine et Jerzy Skolimowski).
À Berlin, en 1936, il a participé au deux barré (avec Jerzy Braun et Jerzy Skolimowski), mais sans succès.
Il a remporté une médaille d'argent aux championnats d'Europe de Budapest, en 1933: il fut le barreur pour le double (avec Jerzy Braun et Jerzy Skolimowski).
Il fut champion de Pologne à cinq reprises.
En deux barré (1933 et 1936), en quatre sans barreur (1936), en quatre barré (1933) et en huit barré (1927).
Par deux fois, il fut vice-champion (deux barré en 1937 et quatre barré 1930) et à quatre reprises, médaillé de bronze (deux barré en 1931 et huit barré en 1928, 1930 et 1931).
Lors de la Seconde Guerre mondiale, il a combattu au cours de Campagne de Pologne (1939). Sous-lieutenant dans la section de réserve de l'Armée de terre 'Modlin', il fut mis en captivité au camp militaire Oflag II-C Woldenberg.
Après la guerre, il a travaillé à l'unification de la gestion des pêches. Il a également été entraîneur d'aviron.

## Palmarès

### Jeux olympiques
- 1928 participation au huit barré
- 1932  Médaille d'argent en deux barré ,(avec Jerzy Braun et Jerzy Skolimowski)
- 1932 , médaille de bronze en quatre barré
- 1936 participation au huit barré

### Championnats d'Europe
- 1933 , 2e place, en deux barré ,(avec Jerzy Braun et Jerzy Skolimowski)

### Championnats de Pologne
- 1927 , 1re place en huit barré
- 1928 , 3e place en huit barré
- 1930 , 2e place en quatre barré
- 1930 , 3e place en huit barré
- 1931 , 3e place en huit barré
- 1931 , 3e place en deux barré
- 1933 , 1re place en deux barré
- 1933 , 1re place en quatre barré
- 1936 , 1re place en deux barré
- 1936 , 1re place en quatre sans barreur
- 1937 , 2e place en deux barré